# Ешліман Карл Іванович
Карл Іванович Ешліман (* 1808, Бургдарф — † 1893) — один із перших архітекторів Південного берегу Криму і Ялти, архітектор маєтку Романових у Лівадії (Лівадійський палац), творець першої карти-плану Ялти (1873 рік). Жив у Ялті понад 60 років, мав власний будинок на вулиці Свердлова, 39 (зараз корпус санаторію «Ялтинський» МО України).

## Біографія
Народився в Бургдарфі (Швейцарія) в 1808 році, вчився архітектурному мистецтву в Парижі Берні. З 1 січня 1832 року, по протекції графа М. С. Воронцова, поступив на російську службу на посаді помічника архітектора Південного берега Криму.
З 16 жовтня 1834 року по розпорядженню Новоросійського і Бессарабського генерал-губернатора призначений архітектором Південного берега Криму з покладанням на нього виробництва всіх казенних споруд цього краю, а також нагляду за виробництвом приватного будівництва. 29 вересня 1849 року призначений членом комісії зі споруд палацових будівель в маєтку імператриці Олександри Федорівни «Ореанда», а з серпня 1850 року став архітектором-будівельником ореандських споруд. Після повного завершення будівництва залишився в Ореанді на посаді виконуючого обов'язки доглядача маєтку, згодом був затверджений на цій посаді. Певний час суміщав роботу в царському маєтку з посадою архітектора Ялти.
За старанність і заслуги був нагороджений орденом Станіслава 3-го ступеня і, крім того, троє його синів по Високому Указу були визначені в Таврійську гімназію пансіонерами Її Величності, тобто на повне забезпечення.
У графі формулярного списку — чи здібний до продовження служби і підвищення чину і чи гідний — власною рукою губернатора Жуковського написано: «здатний і гідний».

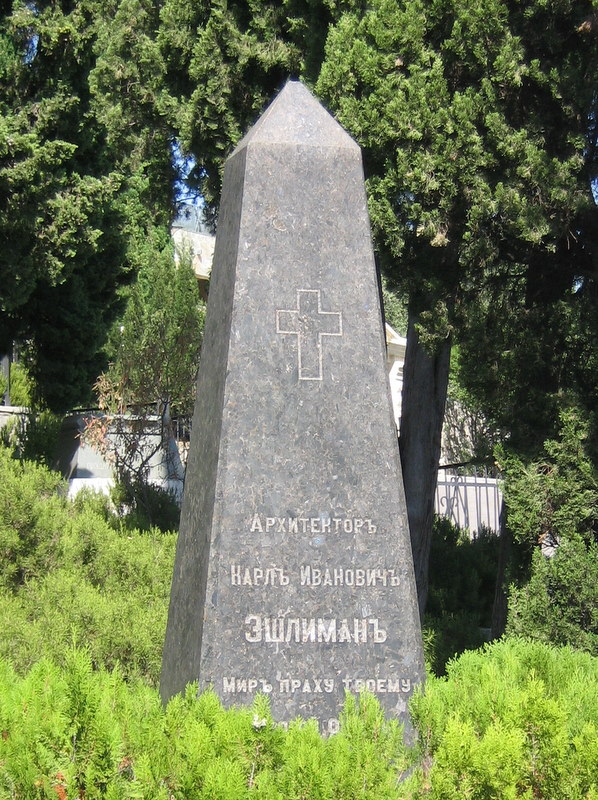
Могила архітектора нп Полікурівському меморіалі

Як сам архітектор, так і члени його сім'ї, що складалися з дружини, Єлизавети Яківни, також колишньої громадянки Швейцарії, 4 синів і 5 дочок, до кінця життя залишалися євангелістського віросповідання. Попри це, після смерті архітектора адміністрація Ялти дала дозвіл на його поховання біля православної церкви Іоанна Златоуста, побудованої ним, і що була однією з головних прикрас міста.

## Роботи
Серед робіт Ешлімана перш за все — це план міста, складений ним і в 1843 році, затверджений особисто імператором Миколою I.
Основними його архітектурними роботами вважаються:
- Церква Іоанна Златоуста, побудована за проектом одеського архітектора Торічеллі.
- Участь у будівництві імператорського палацу в маєтку «Ореанда» за проектом Петербурзького архітектора А. І. Штакеншнейдера.

За власними проектами:
- Байдарські ворота.
- Кілька господарських будівель і житлових будинків у маєтку «Ореанда».
- Значна частина споруд на території маєтків князя М. С. Воронцова в Масандрі, Ай-Данілі та у Верхньому Магарачі.
- Вознесенська церква в маєтку А. С. Голиціної.
- Будівля митниці й карантинної застави в Ялтинському порту.
- Кілька житлових будинків в Ялті, в районі Старого міста — будинки Фонтанного провулка на Бульварній і Масандрівській вулицях
- У Новому місті — будинок і аптека Я. А. Левентона на Набережній і 2-поверхові будинки М. Ф. Кузнецова і Н. А. Панова на Виноградній вулиці та інші.

Ідентифікація споруд Південного берега Криму 1-ї половини XIX століття становить великі труднощі або через мізерність документації, або через складнощі, що виникають при визначенні їхньої адреси. Остання обставина не дає можливості з повною упевненістю назвати автором деяких будівель К. І. Ешлімана.